# Festen (film)
Festen är en dansk film från 1998 som regisserades av Thomas Vinterberg. Den var den första filmen som följde dogmamanifestet som Vinterberg var en av initiativtagarna till.

## Handling
Den respekterade affärsmannen och tillika familjeöverhuvudet Helge (spelad av Henning Moritzen) håller sin 60-årsfest på ett lantligt beläget hotell, dit tillrest släkt och vänner är inbjudna.

## Rollista i urval
- Ulrich Thomsen – Christian Klingenfeldt, sonen
- Henning Moritzen – Helge Klingenfeldt, fadern
- Thomas Bo Larsen – Michael, sonen
- Paprika Steen – Helene, dottern
- Birthe Neumann – Else Klingenfeldt, modern
- Trine Dyrholm – Pia
- Helle Dolleris – Mette
- Therese Glahn – Michelle
- Bjarne Henriksen – kocken Kim